# Massilinoides
Massilinoides es un género de foraminífero bentónico de la subfamilia Hauerininae, de la familia Hauerinidae, de la superfamilia Milioloidea, del suborden Miliolina y del orden Miliolida. Su especie tipo es Massilinoides hancocki. Su rango cronoestratigráfico abarca el Holoceno.

## Clasificación
Massilinoides incluye a las siguientes especies:
- Massilinoides baccaerti
- Massilinoides hancocki